# Johnny Burke
Johnny Burke (* 3. Oktober 1908 in Antioch, Kalifornien; † 25. Februar 1964 in New York City) war ein amerikanischer Pianist und Liedtexter. Er arbeitete u. a. mit Sammy Cahn, James V. Monaco und James Van Heusen zusammen.

## Leben und Wirken
Johnny Burke gilt als einer der bekanntesten Songwriter des populären Songs in den USA, besser bekannt als Great American Songbook zwischen den 1920er und den 1950er Jahren.
Burkes Familie zog nach Chicago, als er noch ein Kind war. In seiner Jugend lernte er das Klavierspiel und nahm Schauspielstunden. Er studierte an der University of Wisconsin–Madison, wo er in einem Orchester Klavier spielte. Nach seinem Abschluss arbeitete er 1926 im Chicagoer Büro der Irving Berlin Publishing Company, als Pianist und Liedverkäufer.
Irving Berlin brachte ihn schließlich nach New York City, wo er anfing Liedtexte zu schreiben; dabei arbeitete er mit dem Komponisten Harold Spina zusammen.  Im Jahr 1932 feierten sie erste Erfolge mit „Shadows on the Swanee“, gefolgt 1933 von „Annie Doesn’t Live Here Anymore“, ihr erster großer Hit für das Guy Lombardo Orchestra. 1934 schrieben sie den Titel „You’re Not the Only Oyster in the Stew“, der ein großer Erfolg für Fats Waller wurde, wie auch den Song „My Very Good Friend, the Milkman“. Für die aktuellen Bands der Swingära wie Ben Pollack, Paul Whiteman und Ozzie Nelson schrieben sie eine ganze Reihe weiterer Songs.
Im Jahr 1936 endete die Partnerschaft zwischen Burke und Spina, als der Texter nach Hollywood zog, um in der aufstrebenden Musical-Filmbranche zu arbeiten. Dort war sein erster Partner der Komponist Arthur Johnston, später arbeitete er mit James Monaco. Berühmt wurde er aber erst durch seine Kooperation mit dem Komponisten Jimmy van Heusen.
Das Team von Burke and Van Heusen war für viele große Hits der späten 1930er und der 1940er Jahre verantwortlich. Burke arbeitete ausschließlich für die Paramount Pictures, dort vor allem für die Bing-Crosby-Filme. Daraus stammten viele Erfolgstitel, aus denen später viel gespielte Jazzstandards werden sollten, z. B. „Pennies from Heaven“, „It Could Happen to You“, „But, Beautiful“, „Polka, Dots and Moonbeams“ und „Here’s That Rainy Day“. Für ein Bob-Haggart-Instrumentalstück schrieb er 1939 einen Songtext, das Lied wurde als „What’s New?“ ein populärer Standard.
In den 1950er Jahren schrieb  Burke die Texte für die Songs „Scatterbrain“ mit der  Musik von Frankie Masters, „Keene-Bean“ und den Klassiker „What’s New?“ mit Bob Haggart. 1955 schrieb Burke den Songtext für den klassischen Song des Jazzpianisten Erroll Garner, „Misty“, der zu einem Evergreen werden sollte. Der Film The Vagabond King war Johnny Burkes letzte  Arbeit für Hollywood; er starb acht Jahre später im Alter von 55 Jahren.

## Auszeichnungen
Mit dem Titel „Swinging on a Star“ mit der Musik von Jimmy van Heusen aus dem Film Going My Way, in dem Bing Crosby mitspielte, gewann Burke den Oscar in der Kategorie Bester Song im Jahr 1944.

Johnny Burke wurde 1970 in die Songwriters Hall of Fame aufgenommen.